# Sidney Godley
Sidney Frank Godley (East Grinstead, 14 agosto 1889 – Epping, 29 giugno 1957) è stato un militare britannico, primo soldato britannico a ricevere la Victoria Cross a vivente durante la prima guerra mondiale.

## Biografia

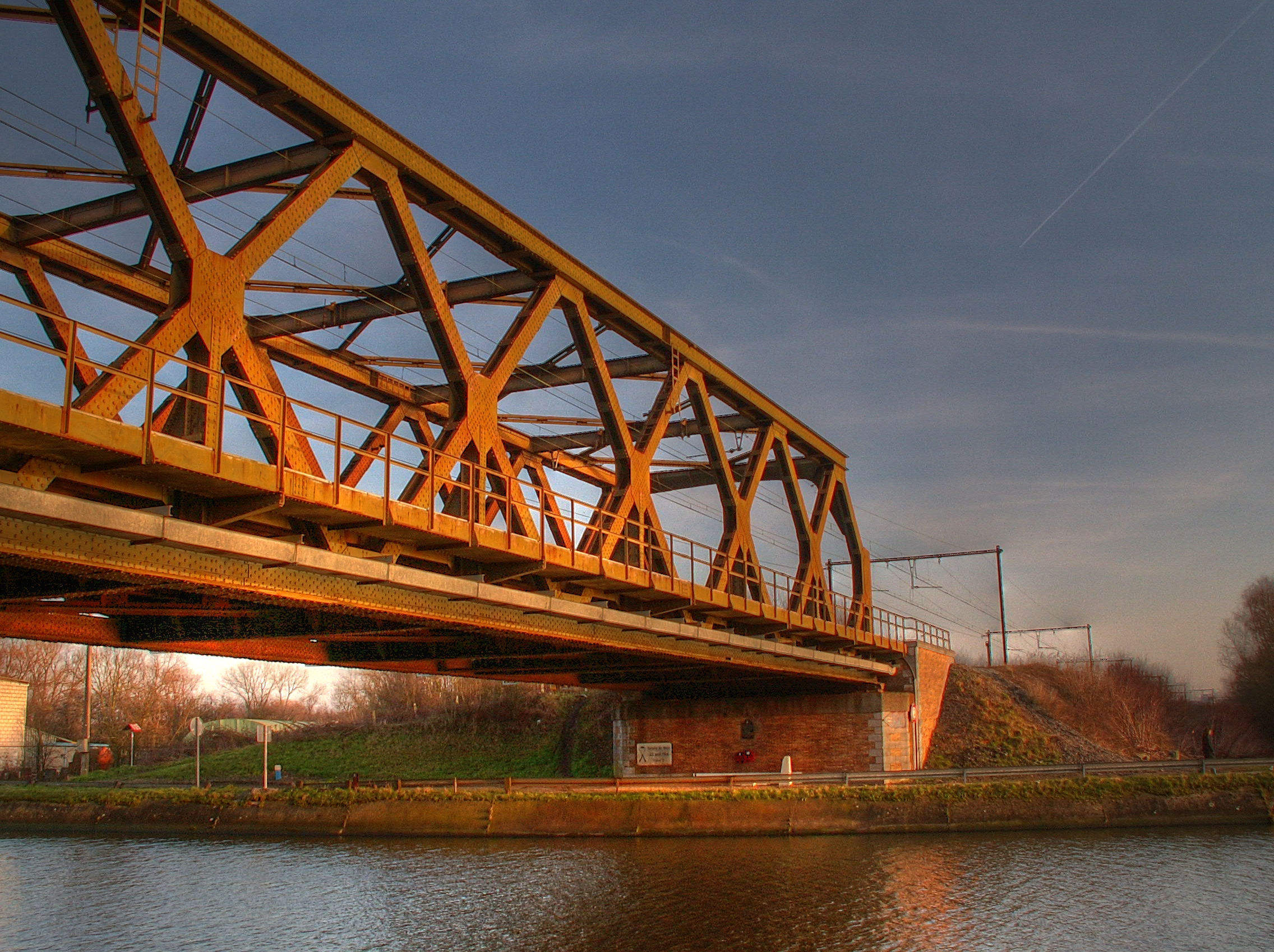
Il ponte ferroviario di Nimy; la placca commemorativa di Maurice Dease e Sidney Godley si vede in fondo.

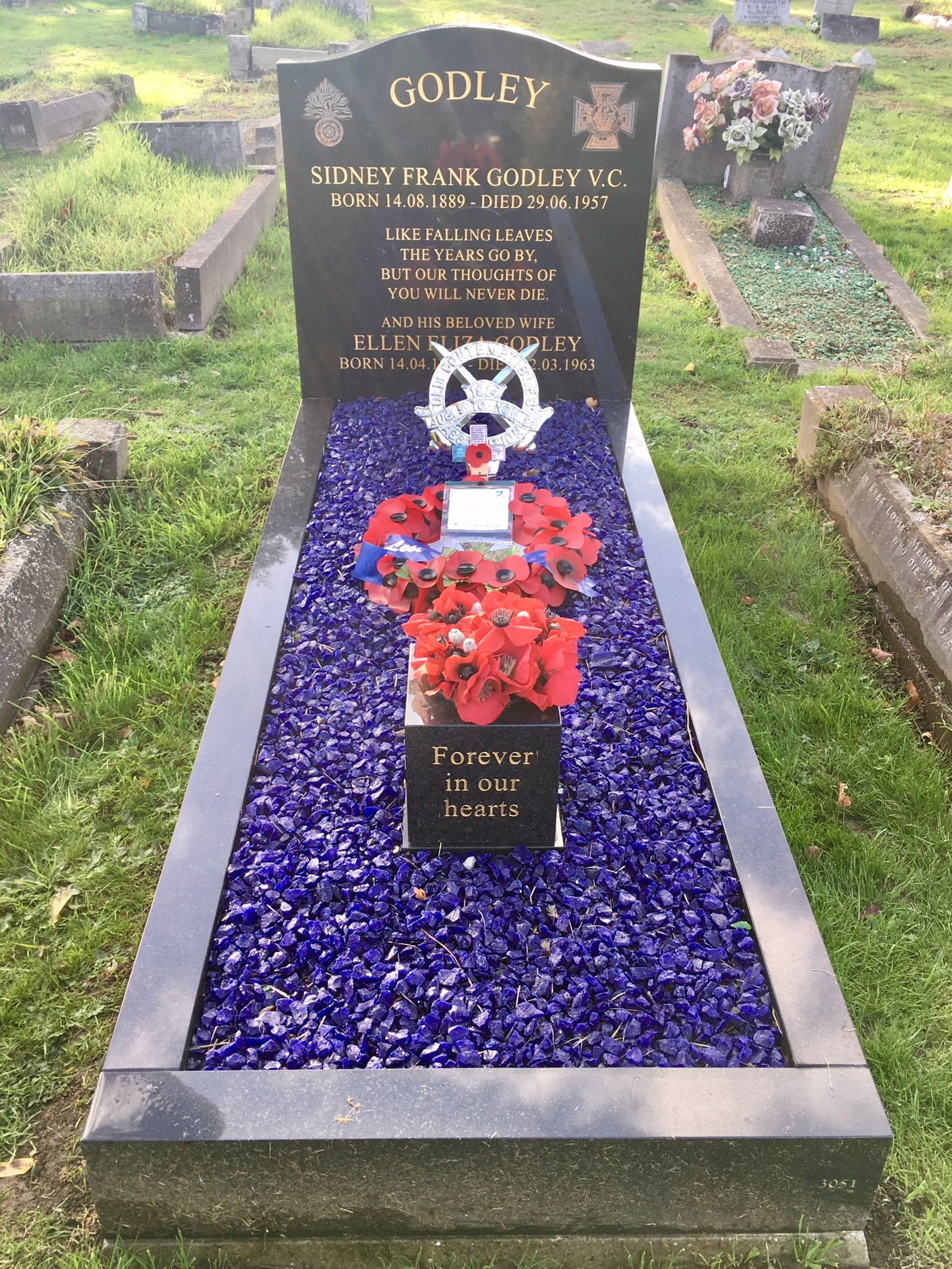
La tomba di Sidney Frank Godley presso il Cimitero di Loughton.

Nacque a East Grinstead, West Sussex, 14 agosto 1889, figlio di Frank, di professione imbianchino, e Avis Newton. Dopo la morte della madre nel 1896, la famiglia si trasferì prima a Willesden, dove egli frequentò la Henry Street School, e poi a Sidcup, Kent, dove frequentò la Sidcup National School.
Al termine degli studi lavorò inizialmente in una ferramenta e in seguito come apprendista idraulico, prima di arruolarsi nel British Army, matricola 13814, il 13 dicembre 1909 in forza ai Royal Fusiliers. All'atto dell'arruolamento il sergente reclutatore aggiunse erroneamente una "e" al suo cognome. Nell'esercito era un noto sportivo, essendo un bravo corridore di cross-country, calciatore e giocatore di cricket.
Allo scoppio della prima guerra mondiale il 4° Battaglione dei Royal Fusiliers era al comando del tenente colonnello Norman McMahon e di stanza a Parkhurst sull'Isola di Wight. Il suo battaglione, inquadrato nella 9ª Brigata, 3ª Divisione, fu tra i primi reparti del British Army a partire per la Francia, sbarcando a Le Havre il 14 agosto 1914 e spostandosi gradualmente con la British Expeditionary Force (BEF) attraverso la Francia e in Belgio. 
Il 23 agosto la BEF entrò per la prima volta in contatto con l'esercito tedesco nella battaglia di Mons. Quel giorno solamente una compagnia del 4° Battaglione, inclusa la sezione mitragliatrici al comando del tenente Maurice Dease, stava difendendo il ponte ferroviario che attraversava il canale Mons-Condé a Nimy. Non rendendosi conto di quanto fossero vicini i tedeschi, il comandante in capo del BEF Sir John French aveva deciso di non demolire nessuno dei ponti sul canale in modo che le sue truppe potessero avanzare nei giorni successivi. Il comando britannico rimase sorpreso quando le truppe tedesche della 1. Armee attaccarono in forze il II Corpo d'armata del generale Sir Horace Smith-Dorrien, forte di 72.000 uomini e 300 cannoni. Due reggimenti della 18ª Divisione Jäeger, attaccarono in numero schiacciante i difensori del ponte di Nimy. 
La sezioni mitragliatrici di Dease, in cui lui prestava servizio come portamunizioni, difese strenuamente il ponte, nonostante le gravissime perdite subite. Dopo che il tenente Dease cadde riverso sui binari ferroviari, fu portato in salvo dal tenente F.W.A. Steele, ma morì poco dopo, verso le 15:30. Quando giunse l'ordine al battaglione di ritirarsi per provare a raggiungere il fiume Marna, dove si spera di riuscire a fermare l'avanzata tedesca verso Parig, egli si offrì volontario per difendere il ponte ferroviario mentre il resto della sezione si ritirava. Riuscì a tenere il ponte per due ore, dando ai Royal Fusiliers la possibilità di completare la ritirata. Quando finì le munizioni, ruppe la sua mitragliatrice e ne gettò i pezzi nel canale Condé. Le sue azioni avevano inflitto un numero enorme di perdite alla fanteria tedesca. Con la schiena gravemente ferita e con un proiettile conficcato nella testa, strisciò indietro dal ponte alla strada principale e fu aiutato a raggiungere un posto di pronto soccorso da due civili belgi. Mentre gli medicavano le ferite, i tedeschi lo catturarono e fu fatto prigioniero di guerra. Nonostante un interrogatorio rigoroso, non diede altre risposte se non il suo nome, grado e numero di matricola. Venne trasferito a Berlino dove i chirurghi gli tolsero i proiettili dalla testa e dalla schiena e fu operato con innesti di pelle, solo la schiena richiese 150 punti di sutura. Quando si riprese fu trasferito in un campo di prigionia a Doberitz, e fu qui che nella primavera del 1915 l'ambasciatore americano lo informò che gli era stata conferita la Victoria Cross, la più alta onorificenza militare britannica il 24 novembre 1914. All'epoca si pensava che egli non fosse sopravvissuto, ma alla fine si scoprì che era vivo e si stava riprendendo nel campo di prigionia tedesco. Oltre alle congratulazioni dei suoi compagni di prigionia, Godley fu tenuto in grande considerazione dagli ufficiali tedeschi che organizzarono una parata e una cena speciale in suo onore.
Rimase prigioniero per quattro anni finché nel 1918 non fu in grado di uscire dal campo quando le guardie abbandonarono i loro posti durante la rivoluzione di Berlino. Si diresse verso la Danimarca percorrendo 420 km in treno, e da lì ritornò in Inghilterra nel dicembre 1918. La Victoria Cross gli fu consegnata da re Giorgio V in una apposita cerimonia a Buckingham Palace il 15 febbraio 1919. Il sindaco di Lewisham lo accolse a casa il 26 febbraio 1919. Gli furono anche date 50 ghinee e una copia del Lewisham Roll of Honour. Fu congedato dall'esercito il 21 maggio e trasferito nella Sezione B della Riserva il 3 giugno 1921. Suo fratello, Percival Henry, era stato ucciso in azione nel 1916. 
Al suo ritorno alla vita civile lavorò come idraulico. Il 2 agosto 1919 sposò la signorina Ellen Eliza Norman, di circa cinque anni più grande di lui, di Harlesden, North West London, figlia di George Norman. 
Nel 1920 Sidney tornò alla sua vecchia scuola a Sidcup e gli fu regalato un orologio in marmo nero con iscrizione e 150 sterline in buoni di guerra. Nel 1921 trovò lavoro come bidello alla Cranbrook School, ritirandosi dopo trent'anni di servizio nel 1951. Nel corso della seconda guerra mondiale, prestò servizio nell'8° Battaglione (Home Defence), del Royal Sussex Regiment.
Dopo il suo pensionamento, lui e sua moglie si trasferirono più volte, finendo a Debden, Essex. Trascorse i suoi ultimi giorni al St. Margaret's Hospital di Epping, dove morì il 29 giugno 1957, all'età di 67 anni. Fu sepolto nel cimitero di Loughton con tutti gli onori militari. I Royal Fusiliers fornirono il gruppo di portatori e spararono una salva sulla tomba.
Nel corso della sua vita non smise mai di partecipare alle cerimonie commemorative della Grande Guerra o alle funzioni speciali organizzate per gli "Old Contemptibles". Nel 1931 prese parte al servizio per armistizio di Compiègne del 1918 presso ai Cenotafio di Londra. Nel 1938 gli abitanti di Mons gli consegnarono una medaglia speciale. Il sindaco di Mons gli offrì il pranzo all'Hotel de Ville di cui fu l'ospite d'onore. In totale fece sette visite a Mons, l'ultima delle quali nel 1939. Nel 1940 la targa fu rimossa dal ponte Nimy per sicurezza e nascosta per tutta la durata della seconda guerra mondiale, venendo poi rimessa al suo posto nel 1961.

### Annotazioni
1. ↑  Steele fu colui che segnalò Godley per la concessione della Victoria Cross.
2. ↑  Si dice che il matrimonio sia stato celebrato del vecchio cappellano militare di Sidney, il reverendo Noel Mellish, anche lui insignito della Victoria Cross, ma il certificato di matrimonio afferma che il ministro officiante era il reverendo E.R. Whalley, tuttavia, il reverendo Mellish era il vicario a Lewisham all'epoca, e quindi potrebbe essere stato presente. La coppia ebbe due figli, Stanley Sidney, nato il 13 maggio 1920 ed Eileen Elizabeth, nata nel 1922.

### Fonti
1. 1 2 3 4 5 6 7 8 9  Fusilier Museum London.
2. 1 2 3 4 5 6 7 8 9 10 11 12 13 14 15  Victoria Cross Online.
3. 1 2 3  Findagrave.
4. 1 2 3 4 5 6 7 8 9 10 11 12 13 14 15 16 17 18 19 20 21 22 23 24 25 26 27  Feldbridge.
5. ↑  O'Neill 1922, p. 4.
6. 1 2  O'Neill 1922, p. 35.
7. ↑  O'Neill 1922, p. 37.
8. 1 2  O'Neill 1922, p. 39.